# Збирачі
Збирачі (рос. собиратели, англ. collecting agents, collectors; нім. Sammler m) – аполярні реагенти, які знижують змочуваність частинок флотованої пульпи, що переводяться у піну. 

Класифікація реагентів-збирачів

## Класифікація
В основу класифікації збирачів покладена їхня здатність до йонізування у воді і хімічна природа функціональних груп.
Розрізняють дві великі групи збирачів: йоногенні (катіонні, аніонні та амфотерні) і нейоногенні (аполярні та гетерополярні) - див. рис.
Відомо понад 70 типів реагентів-збирачів – аніонних, катіонних, нейоногенних. 

## Аполярні збирачі
Аполярні - вуглеводневі рідини переважно нафтового походження (гас, паливні масла і т.п.), нерозчинні у воді, малоселективні; це переважно хімічно неактивні вуглеводневі масла нафтового та газового (газоконденсатного) походження, малорозчинні у воді. З. посилюють природну гідрофобність таких аполярних мінералів, як сірка самородна, тальк, молібденіт, графіт, вугілля, алмаз. 

### Приклади аполярних збирачів
Як аполярні збирачі застосовують реагенти АФ-2, ААР-1, ААР-2, гас, різні мастила і інші вуглеводневі продукти перегонки нафти (веретінне, трансфо-рматорне, солярове масла, мазут, природна нафта і ін.). 
Активований флотореагент АФ-2 являє собою продукт переробки сирого конденсату Шебелинського газового родовища (фракція 150 – 300°C). АФ-2 не містить водорозчинних кислот, лугів, води і механічних домішок. Реагент АФ-2 головним чином складається з аполярних вуглеводнів – парафінових (60 %), нафтенових (20 %) і ароматичних (20 %). АФ-2 малотоксичний, не має неприємного запаху, застосовується одночасно з поверхнево-активними реагентами.
Аполярні ароматизовані реагенти ААР-1 і ААР-2 є продуктами ректифікації коксового дистиляту (фракція 190 – 270°C). Реагенти ААР-1 і ААР-2 у порівнянні з реагентом АФ-2 мають підвищений вміст ароматичних сполук, що забезпечує їхню більш високу флотаційну активність. Реагенти нетоксичні, практично нерозчинні у воді і зберігають високу текучість навіть при низьких температурах (–20оС).
Гас є продуктом дистиляції сирої нафти (фракція 150 – 300°C). Гас володіє високою флотаційною активністю і належить до найбільш селективно діючих реагентів. Гас складається з ароматичних (10 – 30 %), нафтенових (25 – 75 %) і метанових (10 – 60 %) вуглеводнів. В комплексі з поверхнево-активними реа-гентами забезпечує високі показники процесу флотації.
Освітлювальний гас не містить ненасичених вуглеводнів, вміст сірки в ньому не перевищує 0,1 %. Освітлювальний гас володіє збірними і піноутворюючими властивостями. 
Відсульфований гас отримують обробкою звичайного гасу сірчаною кислотою при температурі 70 – 80°C. Після сульфування і промивки гасу водою в ньому залишається деяка кількість сульфокислот (R – SO2 – OH), завдяки чому відсульфований гас володіє доброю флотаційною активністю як збирач, але й він є дуже слабим спінювачем. 
Тракторний гас має меншу флотаційну активність, ніж відсульфований гас, тому його витрати при флотації приблизно на 20 % вищі.
Одержані нами ІЧ-спектри реагентів-збирачів (рис.) показують, що продукти коксохімічного виробництва і нафтопродукти мають значний вміст ароматичних (смуги поглинання 1950-1900, 1770, 1600, 900-700 см-1 )  і  неароматичних (смуги 3040,2920, 2850, 1450, 1380 см-1) вугледнів, містять функціональні групи (смуги  3460,  2100 - 2000, 1700, 1320, 1270,  1240,  1180, 1030, 1010, 620 - 600 см-1 ). При цьому реагент УР-410, приготовлений на базі продуктів коксохімічного виробництва, характеризується збільшеною кількістю функціональних груп.

## Полярні збирачі
Для полярних З. характерна асиметрична структура молекули, яка складається з двох частин - аполярної і функціональної полярної. Аполярна частина, вуглеводневий радикал (R), є носієм гідрофобності З. Функціональна полярна або гідрофільна група схильна до хім. дисоціації або хім. взаємодії. 
Полярні З. поділяють на аніонні і катіонні сполуки відповідно до заряду полярної частини. З. застосовують при флотації руд кольорових металів та інш. корисних копалин. З. застосовуються також разом з піноутворювачами з метою прискорення кінетики флотації. Зміна взаємодії З. з мінералами проводиться за допомогою регуляторів флотації (кислот, лугів, солей, органічних полімерних речовин). 

### Приклади катіонних збирачів
Збирач ІМ-11 являє собою суміш аліфатичних первинних амінгідрохлоридів з числом вуглецевих атомів у ланцюгу від 13 до 16. Збирач ІМ-11 – бура рідина розчинна у воді. Реагент є високоефективним при флотації залізних, фосфоритових руд, берилу, польового шпату і інших мінералів.
Збирач АНП-2 (аміни з нітропарафінів) отримують каталітичним відновленням нітропарафінів воднем з послідовною обробкою соляною кислотою. Збирач АНП-2 являє собою суміш хлоргідратів первинних аліфатичних амінів ізобудови з числом атомів вуглецю в радикалі 12 – 18 і первинних амінів на основі жирних кислот з числом атомів вуглецю в радикалі 17 – 20. Збирач АНП-2 – бура рідина розчинна у воді. Реагент є високоефективним при флотації кварцу і силікатів (у тому числі й польових шпатів), залізних руд, слюд, літієвих, берилієвих мінералів, а також інших мінералів рідкісних металів.
Катіонні збирачі використовуються для розділення сильвіну KCl і галіту NaCl при селективній флотації сильвіну у насиченому розчині солей; для флотації кремнезему з грубих фосфатних концентратів і залізних руд; при відділенні польового шпату від кварцу в присутності фтористоводневої кислоти; для флотації окиснених цинкових мінералів після їхньої сульфідизації; для селективної флотації мінералів руд рідкісних металів і у інших випадках. Витрата катіонних збирачів становить 0,05 – 0,25 кг/т.

### Аніонні збирачі
Виділяють дві групи: Оксигідрильні збирачі та Сульфгідрильні збирачі.
Йоногенні збирачі, які застосовують на практиці, можна розглядати як органічні похідні кисневмісних кислот, тіокислот, сірководню, аміаку. Найважливіше значення мають похідні вугільної, фосфо-рної, сірчаної кислот і відповідних ним тіокислот. 
При заміні у кисневмісних кислотах водню або гідроксильної групи на органічний радикал отримують алкіл (арил) кислоти – аніонні збирачі, які застосовуються при флотації несульфідних мінералів. Органічний радикал R є залишком від молекули вуглеводню після відокремлення атома водню. Радикали насичених вуглеводнів називають алкілами, а радикали ароматичних вуглеводнів, які мають бензольне кільце – арилами. Оскільки найважливішим і типовим представником алкіл (арил) кислот є олеїнова кислота, їх іноді називають збирачами типу олеїнової кислоти. Солі лужних металів алкіл- і арилкислот також застосовують при флотації несульфідних мінералів. Для збирачів типу олеїнової кислоти характерна наявність або оксигідрильної групи ОН (у кислот), або групи ОМе (у солей). Тому їх об’єднують під загальною назвою оксигідрильні збирачі.
Якщо у кисневмісних кислотах один або декілька атомів кисню замінити атомами двовалентної сірки, отримують відповідні тіокис-лоти. Залежно від кількості атомів кисню, які заміщені атомами сірки, розрізняють моно-, ди- і тритіокислоти. 
При заміні у тіокислотах одного (у двоосновних) або двох (у триосновних) атомів водню вуглеводневими радикалами отримують відповідні органічні похідні – алкіл- (арил) тіокислоти. Ці кислоти та їхні солі лужних металів є аніонними збирачами для флотації сульфі-дів кольорових, чорних і благородних металів. Найважливішими з органічних похідних тіокислот є похідні дитіовугільної і дитіофосфорної кислот. Усі ці сполуки утворюють гомологічні ряди, члени яких відрізняються один від одного кількістю атомів водню у вуглеводне-вому ланцюгу. Для органічних похідних тіокислот характерна наявність або сульфгідрильної групи – SH (у кислот), або групи – SMe (у солей). Тому ці збирачі об’єднують під загальною назвою сульфгідрильні збирачі. Оскільки найважливішим представником збирачів цього класу є ксантогенати (алкілдитіокарбонати), їх іноді називають збирачами типу ксантогенатів. 
До сульфгідрильних збирачів належать також органічні похідні сірководню: меркаптани, тіофеноли, які отримують при заміні одного атома водню в молекулі сірководню вуглеводневим радикалом. Ці збирачі можна розглядати як спирти, у яких кисень замінений сіркою.